# Angers
Angers (wymowaⓘ, ɑ̃ʒe) – miasto i gmina w zachodniej Francji leżące przy ujściu rzeki Maine do Loary, w regionie Kraju Loary, w departamencie Maine i Loara.

## Dane ogólne
Według danych na rok 2018, gminę zamieszkuje 157 577 osób, a gęstość zaludnienia wynosiła 3691 osób/km² (wśród 1504 gmin Kraju Loary Angers plasuje się na 3. miejscu pod względem liczby ludności, natomiast pod względem powierzchni na miejscu 113.).
Miasto jest centrum aglomeracji Angers Loire Metropolia z 283 000 mieszkańcami i z powierzchnią 510 km², która zawiera 31 gmin.
W mieście znajduje się stacja kolejowa Gare d’Angers-Maitre-Ecole

## Geografia
Angers, prefektura Maine i Loara, jest starożytną stolicą Andegawenii. Aglomeracja miasta Angers jest położona w dolinie rzeki Loary, choć samo miasto jest położone nad brzegiem rzeki Maine, kilka kilometrów od jej ujścia do Loary. W pobliżu znajduje się także jezioro sztuczne nazwane Lac de Maine.
Antyczny port z silną działalnością rzeczną. Miejsce przepływu towarów między Paryżem, Wandeą i departamentem Loara Atlantycka.

## Gminy graniczące
| Avrillé     | Cantenay-Épinard, Écouflant | Saint-Sylvain-d’Anjou             |
| Beaucouzé   | Angers                      | Trélazé, Saint-Barthélemy-d’Anjou |
| Bouchemaine | Sainte-Gemmes-sur-Loire     | Les Ponts-de-Cé                   |

## Transport
- Autostrada A11 pomiędzy Paryżem i Nantes
- Autostrada A87 pomiędzy Cholet i La Roche-sur-Yon
- Autostrada A85 pomiędzy Saumur i Tours
- Linia tramwajowa łącząca Avrillé Ardenne z Angers La Roseraie

## Historia
Starożytna osada celtycka, później rzymska. Od XII wieku stolica hrabstwa
Andegawenii. Okres świetności miasta przypada na czasy Andegawenów i Plantagenetów.

### Siedziba polskich władz na uchodźstwie
W okresie od listopada 1939 do czerwca 1940 roku w Angers mieściła się siedziba Polskiego Rządu na Uchodźstwie z gen. Władysławem Sikorskim jako premierem, oraz rezydencja Prezydenta Rzeczypospolitej Polskiej Władysława Raczkiewicza (pałac Pignerolle). Siedziba polskich władz w Angers miała status eksterytorialny.

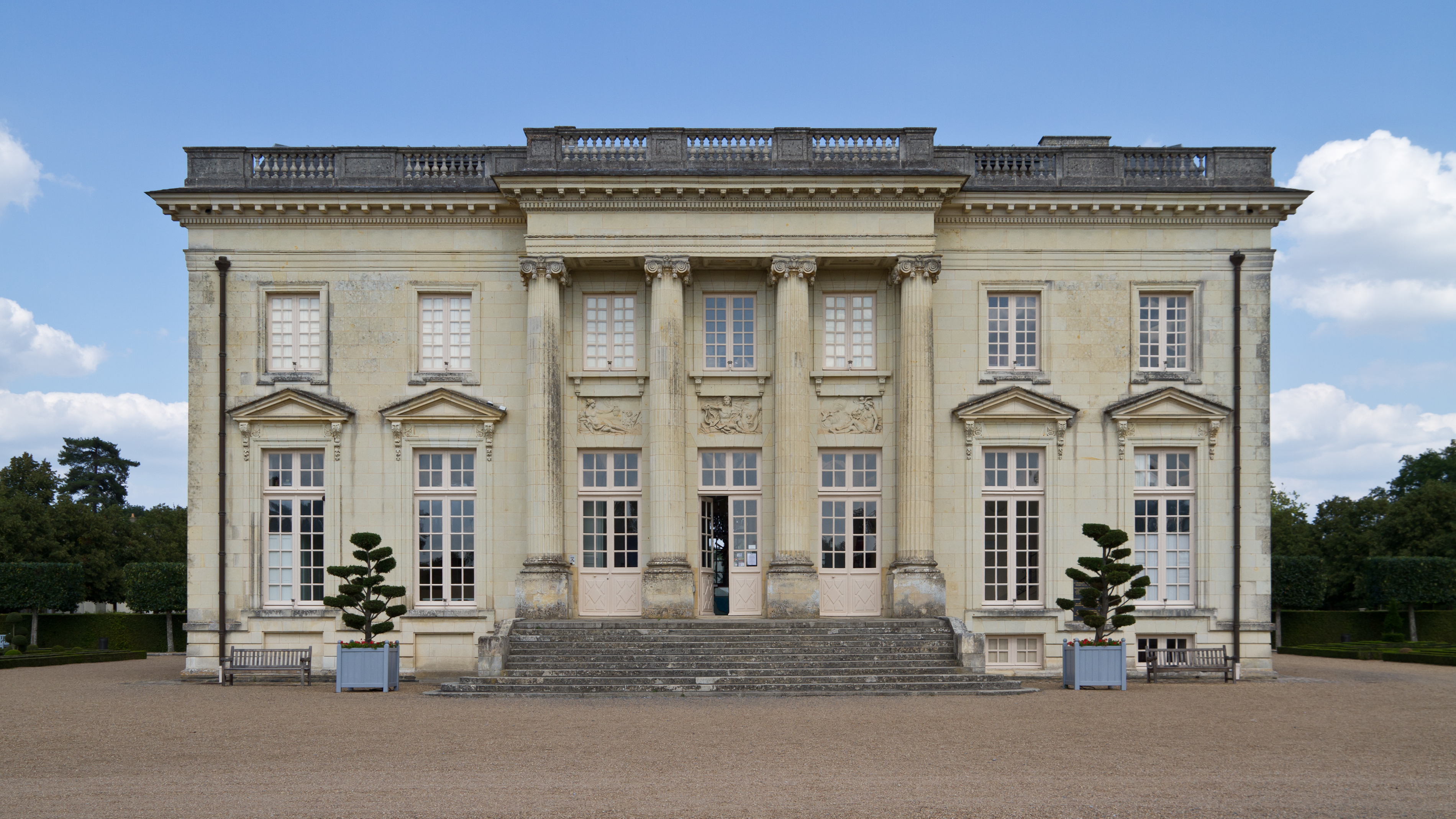
Château de Pignerolle – rezydencja władz RP na uchodźstwie od XII 1939 do VI 1940
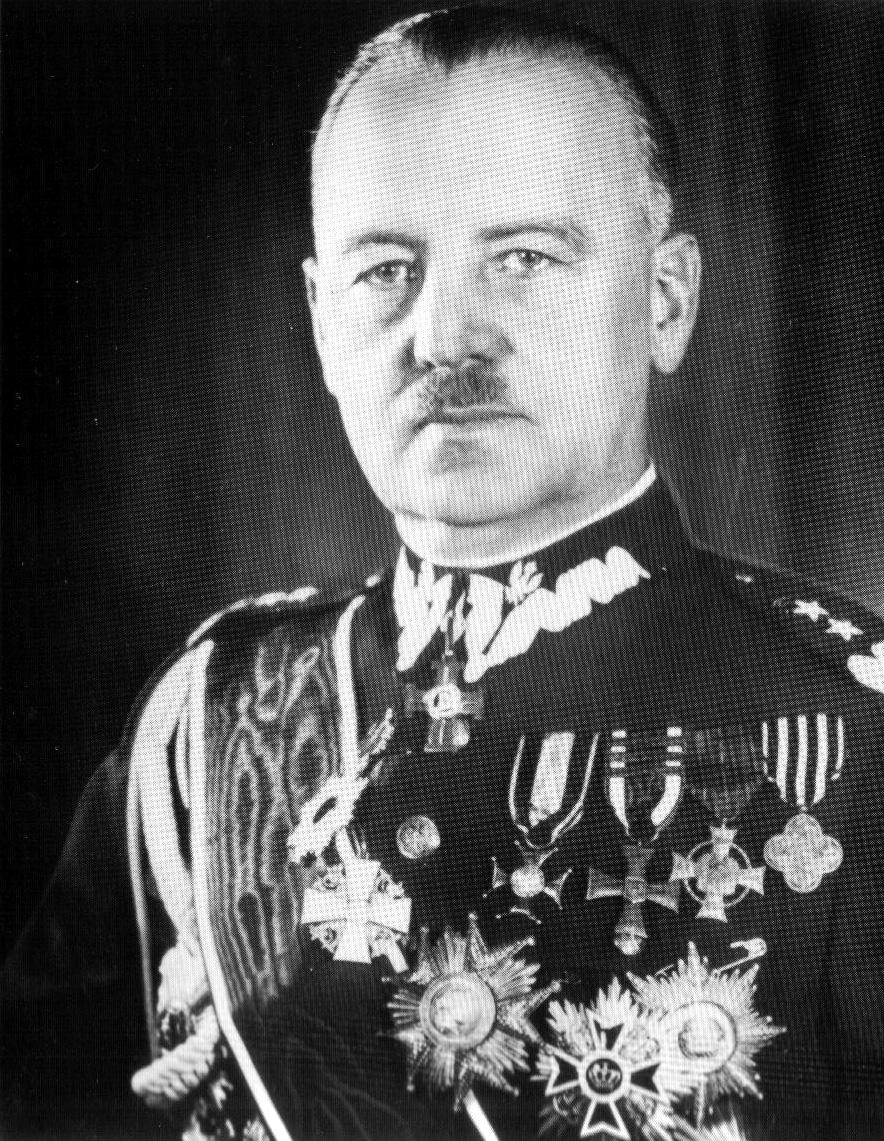
gen. Władysław Sikorski – premier Rządu na Uchodźstwie, urzędującego od XII 1939 do VI 1940 w Angers

### Współczesność
Obecnie miasto jest centrum handlowym regionu, uprawy winorośli i zbóż (targi rolne).
Różnorodny przemysł m.in. wyrób win i likierów. Ważny ośrodek naukowy (2 uniwersytety, wyższa szkoła rolnicza). Mieści się tu jedna z agencji Unii Europejskiej – Wspólnotowy Urząd Ochrony Odmian Roślin.

## Sport
- Angers SCO – klub piłkarski, grający obecnie w Ligue 1.
- Ducs d’Angers – klub hokejowy, występujący w Ligue Magnus.

## Edukacja
Angers jest także znaczącym ośrodkiem akademickim w regionie. Miasto ma charakter studencki za sprawą min. Uniwersytetu d’Angers, gdzie studiuje około 18 tys. osób, Uniwersytetu Katolickiego czy jedną z najlepszych szkół handlowych we Francji – École supérieure des sciences commerciales d’Angers (ESSCA).

## Znane osobistości urodzone w Angers
- René II Lotaryński – książę i hrabia francuski;
- Józef Wrzesiński – założyciel międzynarodowego ruchu pomocy ATD Czwarty Świat;
- Nicolas Mahut – zawodowy tenisista francuski;
- Felix Legueu – lekarz urolog i ginekolog;
- Julien Bahain – wioślarz;
- Jean Bodin – prawnik, teoretyk państwa, autor Sześciu ksiąg o Rzeczypospolitej;
- Henri Dutilleux – kompozytor;
- Camille Lepage – fotoreporterka;
- Joseph Proust – chemik;
- Nicolas Maurice Arthus – fizjolog i immunolog, odkrywca zjawiska nazwanego jego imieniem;
- Valérie Trierweiler – była pierwsza dama Francji;
- Jean Guillou – kompozytor, organista, pianista i pedagog.

## Zabytki
- Opactwo Ronceray z XI wieku
- Warowny zamek z siedemnastoma wieżami z XIII wieku, o wysokości dochodzącej do 60 metrów.
- Katedra św. Maurycego (XII-XIII wiek),
- Szpital św. Jana z XII wieku (obecnie muzeum archeologiczne)
- Pałac biskupi z XII – XVI wieku,
- Kaplica z XV wieku,
- Opactwo Saint-Aubin (XI wiek),
- Uniwersytet Andegaweński (średniowieczny, reaktywowany w 1875 roku).

## Miasta partnerskie
- Mali: Bamako
- Holandia: Haarlem
- Niemcy: Osnabrück
- Włochy: Piza
- Hiszpania: Sewilla
- Szwecja: Södertälje
- Wielka Brytania: Wigan
- Chiny: Yantai
- Polska: Toruń

Ponadto Angers utrzymuje kontakty partnerskie z miastem Greifswald w Niemczech.